# 千勝神社 (つくば市)
千勝神社（ちかつじんじゃ）は、茨城県つくば市泊崎にある神社。
下妻市にある元宮（下妻社）についても併せて下述する。

## 概要
つくば市の最南端、牛久沼手前の泊崎 (はっさき) 地区に鎮座している。
1964年（昭和39年）に下妻市の元宮（下述）から、現在地のつくば市泊崎（当時は稲敷郡茎崎町）に遷座した。

## 祭神
- 猿田彦大神

配祀
- 山根彦神
- 八栄根彦神

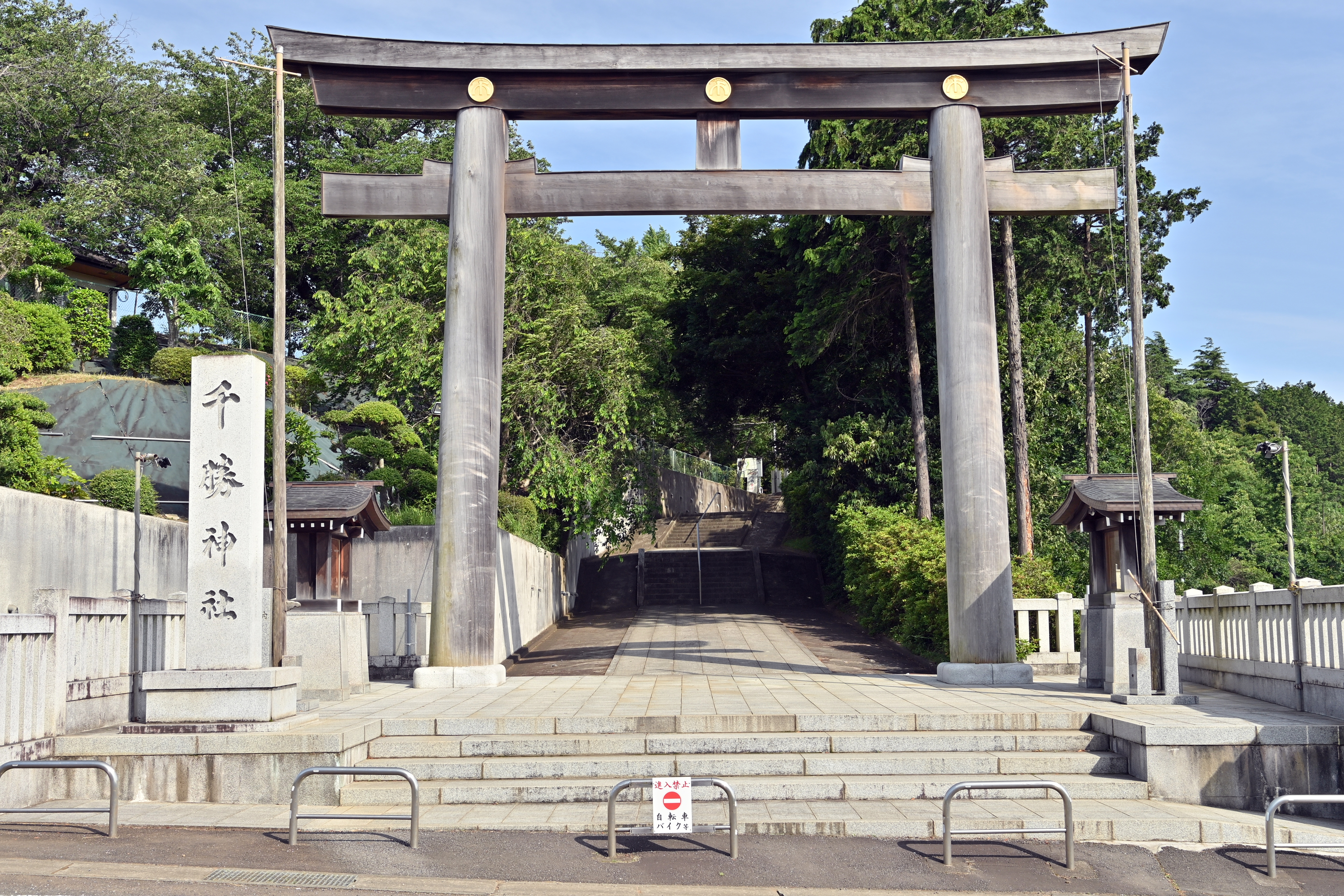
鳥居
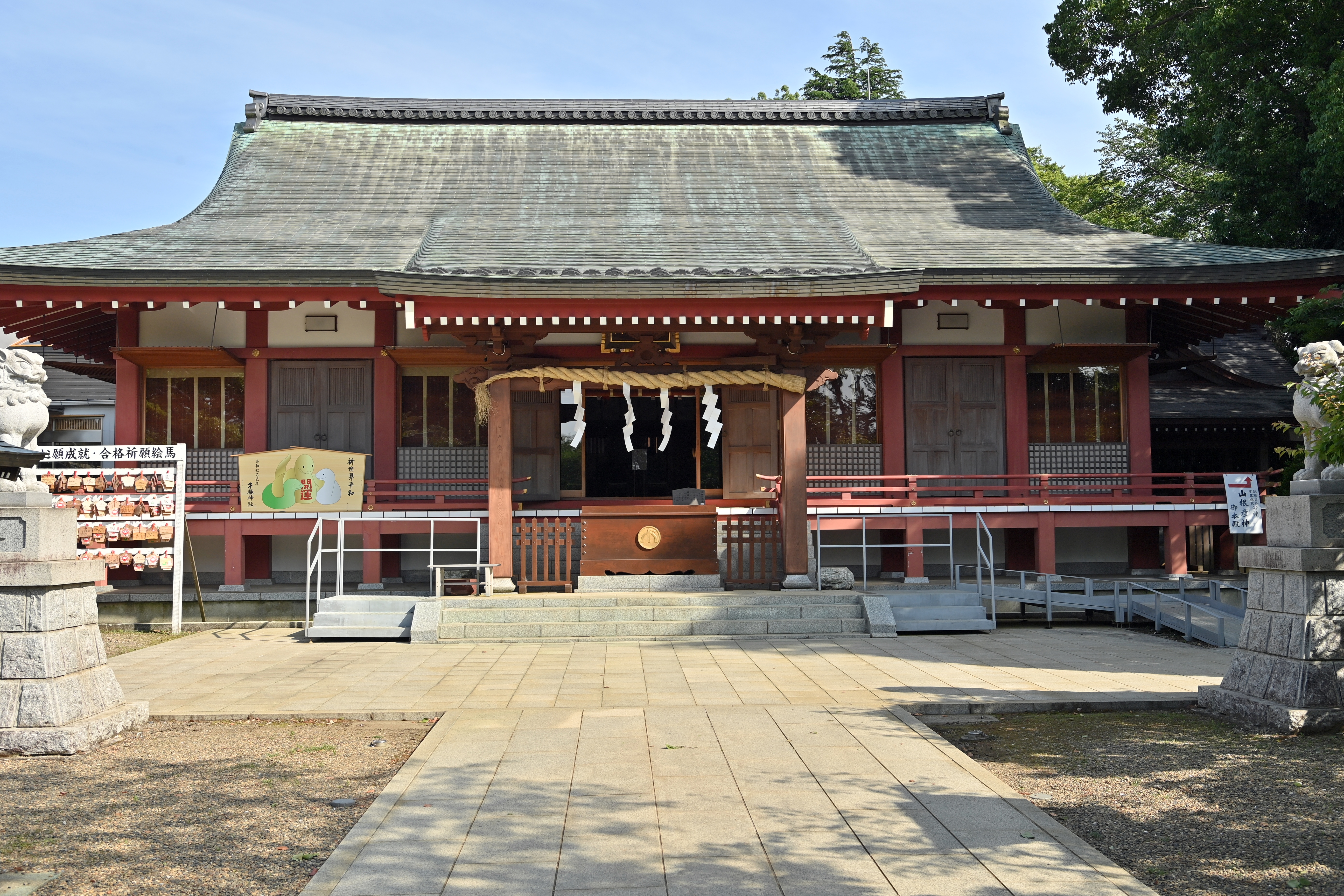
拝殿
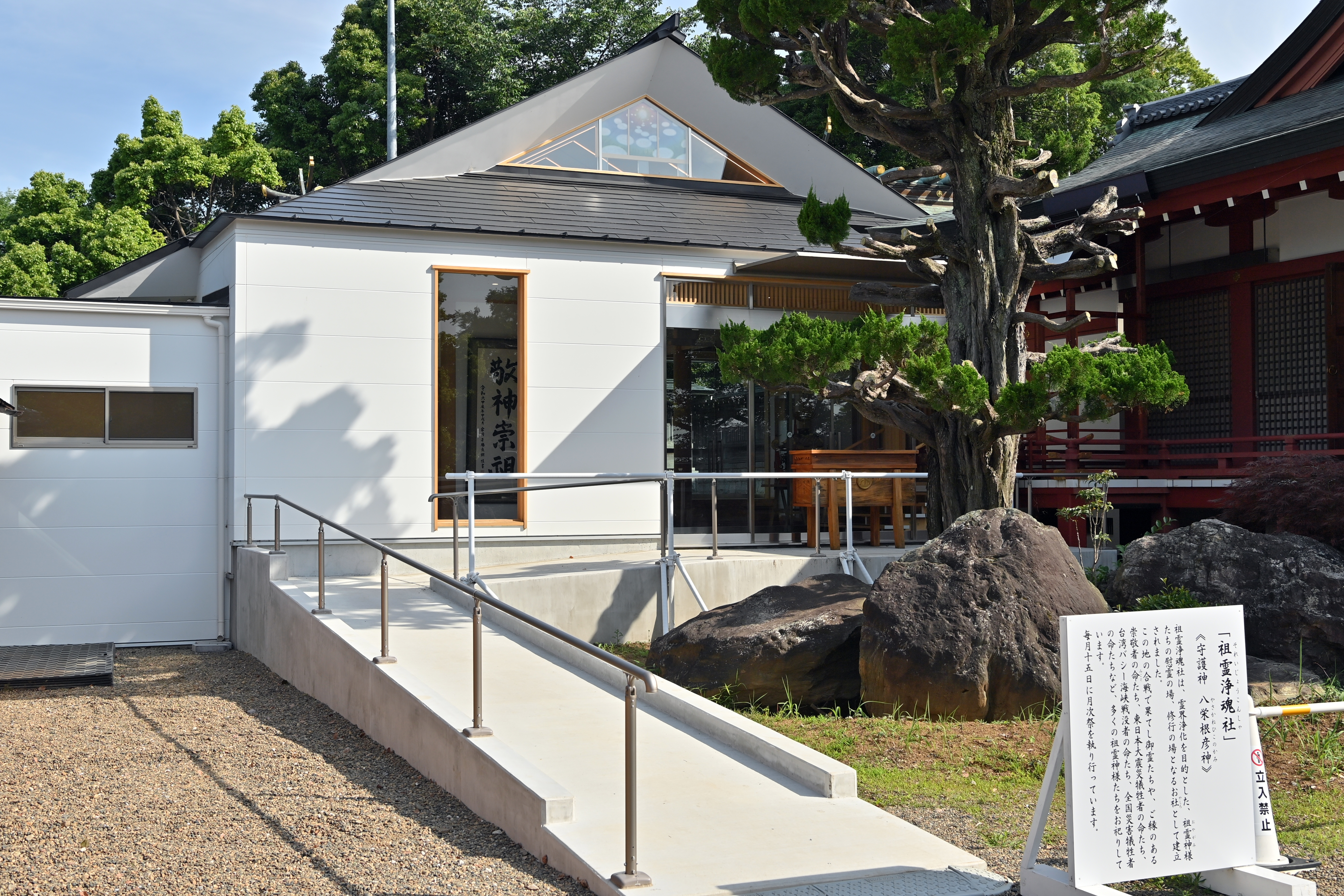
祖霊浄魂社（八栄根彦神、祖霊神）
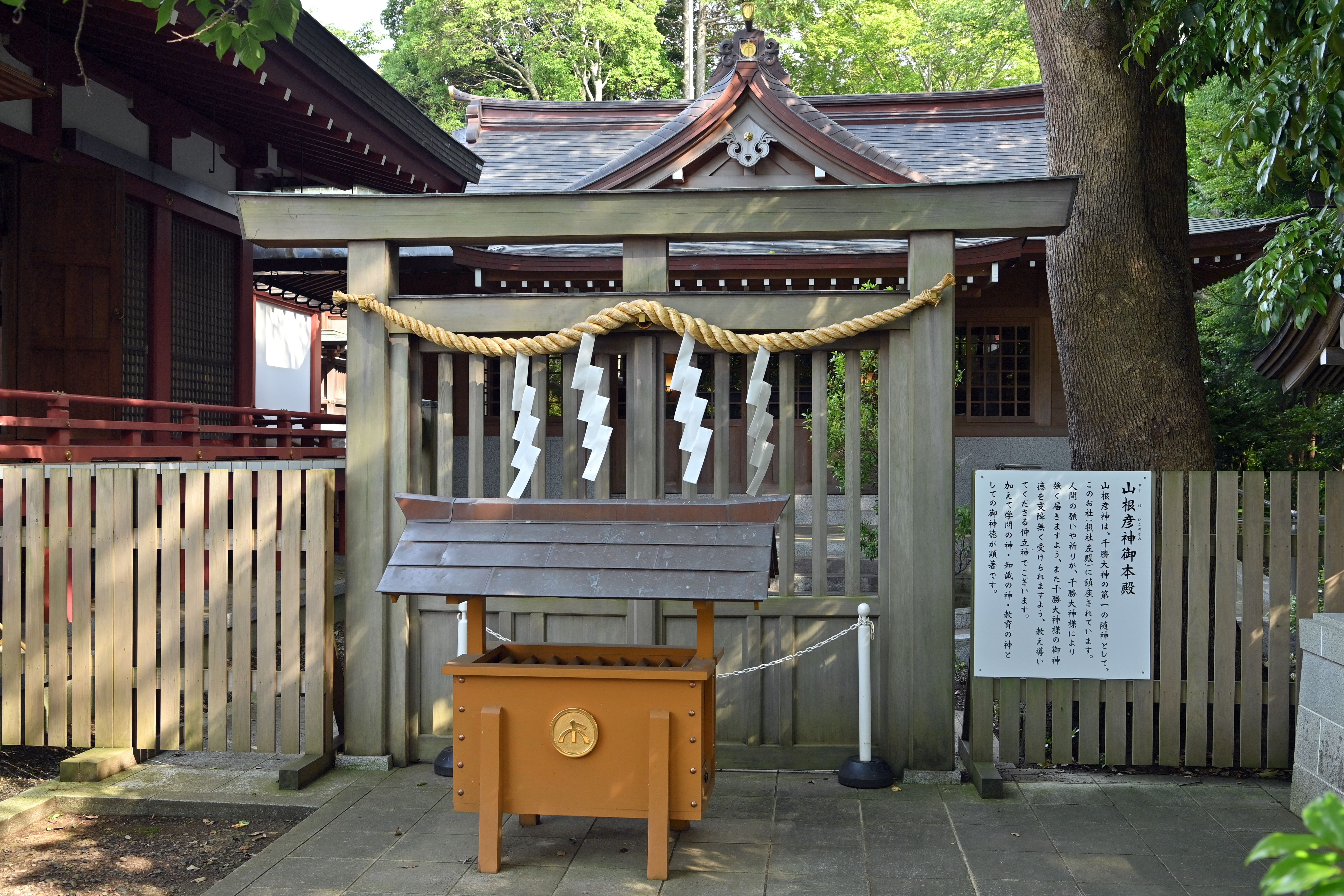
山根彦神御本殿
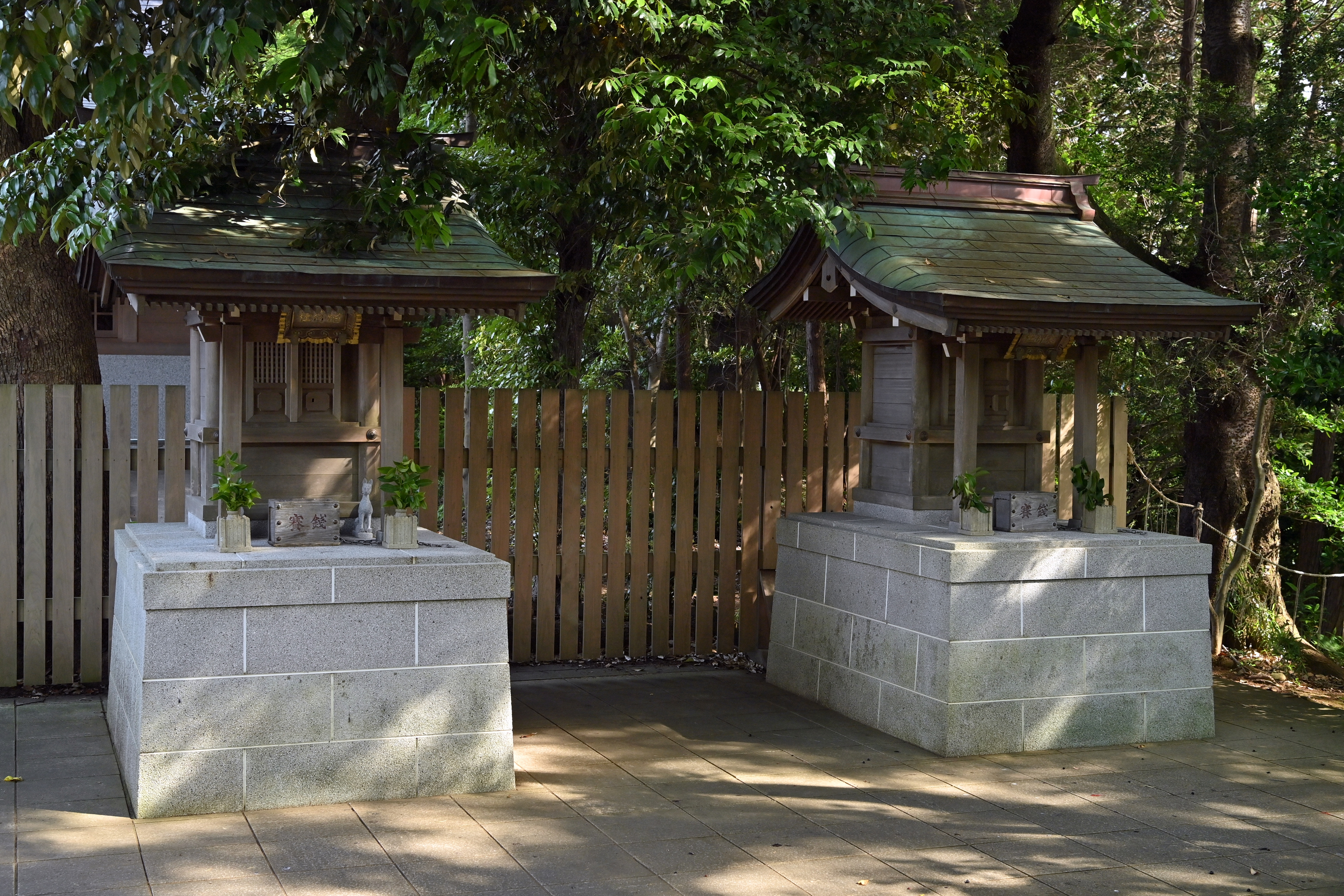
境内社、稲荷社（左）と龍神社（右）

## 千勝神社 下妻社（元宮）
創建は502年（武烈天皇の壬午年）であり、筑波山の西方、常陸国と下総国の国境の人々が、度重なる水害に困り果てていたところ、大きな白鳥に乗った大神様が降臨して治水してくれたので、奉斎したことに始まるとされる。
国境の改修等により、幾度か鎮座地も移され、1426年（応永32年）に、現在地（下妻市坂井）に遷座した。
1964年（昭和39年）につくば市泊崎（当時は稲敷郡茎崎町）に遷座したため、当社は現在は「元宮（下妻社）」として管理され、11月23日には例大祭も行われている。